# 福井県道111号舟橋松岡線
福井県道111号舟橋松岡線（ふくいけんどう111ごう ふなばしまつおかせん）は福井県福井市と同県吉田郡永平寺町とを結ぶ一般県道である。

## 路線概要
福井市内のフェニックス通りと永平寺町の国道416号を結ぶ役割を担う路線である。しかし道路状況の悪さも相まって、この役割りは全く果たされていない。むしろ途中で接続する国道8号と福井県道164号を接続していることのほうが重要であり、それ以外ではほとんど生活道路としてしか使われていない全く役割りをまっとう出来ない路線である。

### 路線データ
- 起点：福井県福井市舟橋町
- 終点：同県吉田郡永平寺町松岡芝原

## 通過する自治体
- 福井県
  - 福井市 - 吉田郡永平寺町

## 道路状況
ほぼ全線住宅街を突っ切るコースを取っており、狭窄区間や案内の無い右左折が非常に多い走りにくい路線である。特に市境から終点にかけての区間は狭路の上、細々と右左折する為カーナビゲーションを併用していてもトレースし損ねることがあるほどである。また指定区間の長さの割にヘキサポールが少なく、正しい道を走っているのか大変不安になる。地域住民の生活道路として以上の価値は見出せない路線である。
2010年（平成22年）3月、県道164号と国道416号の間のバイパス区間が開通した。これにより永平寺町松岡地区内の住宅街や踏切を含む狭窄区間が解消され、北陸自動車道 福井北インターチェンジと福井大学医学部付属病院･福井県立大学等や国道8号へのアクセスが改善された。

## 接続路線
- 福井県道30号福井丸岡線＜現道＞（福井市舟橋町・舟橋交差点、起点）
- 福井県道268号福井森田丸岡線（福井市寺前町・高柳北交差点）
- 国道8号（福井バイパス）（福井市大和田二丁目・大和田交差点）
- 福井県道164号大畑松岡線（福井市北野上町・福松大橋南詰交差点）
- 国道416号＜現道＞（永平寺町松岡室・福井北I.C北交差点、終点）

## 沿線
- フェアモール福井
- 福井新聞
- えちぜん鉄道勝山永平寺線 観音町駅